# Haakwier
Haakwier (Bonnemaisonia hamifera) is een roodwier uit de klasse Florideophyceae. De wetenschappelijke naam van de soort werd voor het eerst in 1891 geldig gepubliceerd door Paul Auguste Hariot. De levenscyclus bestaat uit twee fasen waarvan ooit werd gedacht dat het verschillende soorten waren; een middelgrote gevederde vorm vastgemaakt aan andere zeewieren, en een kleine getufte vorm die bekend staat als Trailliella intricata.

## Kenmerken
De gametangiale levensfase is altijd epifytisch, waarbij haakwier op Cystoseira en andere algen groeit. Het vormt rechtopstaande, bruinrode, gevederde bladeren en groeit tot een lengte van maximaal 35 cm. De bladeren zijn afgeplat en dragen crozier-vormige haken die zich vastklampen aan en verstrikt raken in het gastheerzeewier. In de tetrasporangiale levensfase vormt haakwier sterk vertakte, bruinrode plukjes fijne filamenten die in kleine bosjes groeien met een breedte van 2,5 cm en die op watten lijken. Ze zijn epifytisch op verkalkte algen of groeien af en toe direct op rots of ander hard substraat. De rode kleur van deze soort komt door de aanwezigheid van de pigmenten fycoërytrine en fycocyanine, waarbij het chlorofyl-a, bètacaroteen en verschillende xanthofyllen maskeren die ook in haakwier aanwezig zijn.

## Verspreiding
Haakwier is inheems in de noordwestelijke Stille Oceaan en de kusten rond Japan. Het werd geïntroduceerd in de noordoostelijke Atlantische Oceaan in de late negentiende eeuw, mogelijk via de romp van een schip of tussen schelpdieren. Het is nu aanwezig van IJsland en Noord-Noorwegen zuidwaarts naar Portugal, evenals op de Canarische Eilanden, Algerije, Tunesië en de Adriatische Zee. Het werd voor het eerst opgemerkt in Groot-Brittannië, aan de kust van Dorset in 1890, toen de "Trailliella"-vorm werd verzameld. Het groeit in de lage intergetijdengebied en tot een diepte van ongeveer 8 meter en kan overvloedig voorkomen in laguneachtige gebieden aan de lagere kust.